# Färnebo-Näs naturreservat
Färnebo-Näs naturreservat är ett naturreservat  i Sala kommun i Västmanlands län.
Området är naturskyddat sedan 2025 och är 10 hektar stort. Reservatet är beläget norr om Västerfärnebo kyrka och består av barrskog.